# 国家情報保証用語集
米国連邦政府によって発行された国家セキュリティシステム命令第4009号、国家情報保証用語集 (こっかじょうほうほしょうようごしゅう、National Information Assurance Glossary)に関する委員会は、情報保証の概念を議論するための共通の語彙を提供することを目的とした情報セキュリティ用語の、機密扱いされていない用語集である。
この用語集は、以前、国家安全保障通信および情報システムセキュリティ委員会（NSTISSC）によって国家情報システムセキュリティ用語集（National Information Systems Security Glossary, NSTISSI No. 4009）として公開されていた。 2001年10月16日の大統領令（EO）13231、情報化時代の重要インフラ保護の下で、ジョージ・W・ブッシュ大統領は、国家安全保障通信および情報システムセキュリティ委員会（NSTISSC）を国家安全保障システム（CNSS）委員会として再指定した。
最新バージョンは2010年4月26日に改訂された。